# Ukrajinský pohár
Ukrajinský pohár (ukrajinsky:Кубок України) je fotbalová soutěž pořádána Ukrajinským fotbalovým svazem. Je pořádána jako oficiální ukrajinský fotbalový pohár.
První ročník soutěže se odehrál v roce 1992. Nejvíc vítězství v poháru má na kontě FK Dynamo Kyjev a to celkem 14 (k roku 2024). Vítěz postupuje do boje o ukrajinský Superpohár.

## Přehled vítězů

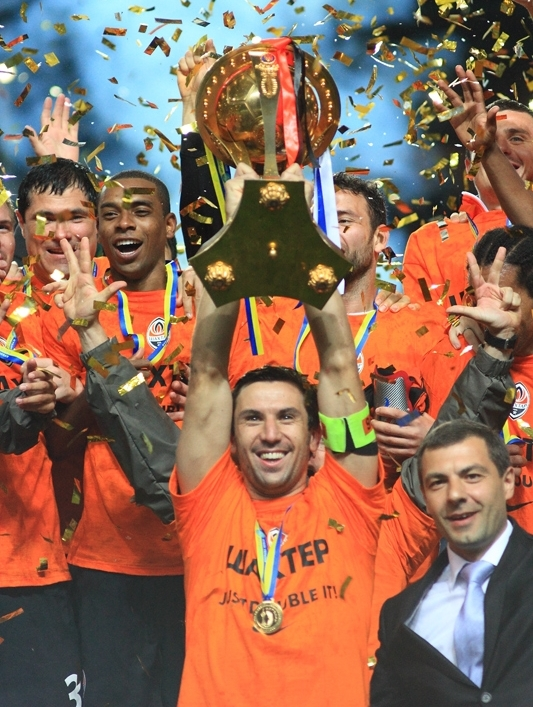
Darijo Srna slaví s Šachtarem Doněck zisk poháru v roce 2011.

Zdroj:
| Ročník   | Datum             | Stadion                                       | Vítězný tým            | Poražený finalista     | Výsledek             |
| -------- | ----------------- | --------------------------------------------- | ---------------------- | ---------------------- | -------------------- |
| 01992    | 031. května 1992  | 0NSK Olimpijskyj, Kyjev                       | 0Čornomorec Oděsa      | 0FK Metalist Charkov   | 01:0 prodl.          |
| 01992/93 | 030. května 1993  | 0NSK Olimpijskyj, Kyjev                       | 0FK Dynamo Kyjev       | 0FK Karpaty Lvov       | 02:1                 |
| 01993/94 | 029. května 1994  | 0NSK Olimpijskyj, Kyjev                       | 0Čornomorec Oděsa      | 0SK Tavrija Simferopol | 00:0 prodl. 5:3 pen. |
| 01994/95 | 028. května 1995  | 0NSK Olimpijskyj, Kyjev                       | 0Šachtar Doněck        | 0Dněpr Dněpropetrovsk  | 01:1 prodl. 7:6 pen. |
| 01995/96 | 026. května 1996  | 0NSK Olimpijskyj, Kyjev                       | 0FK Dynamo Kyjev       | 0FK Nyva Vinnycja      | 02:0                 |
| 01996/97 | 025. května 1997  | 0NSK Olimpijskyj, Kyjev                       | 0Šachtar Doněck        | 0Dněpr Dněpropetrovsk  | 01:0                 |
| 01997/98 | 031. května 1998  | 0NSK Olimpijskyj, Kyjev                       | 0FK Dynamo Kyjev       | 0FK Arsenal Kyjev      | 02:1                 |
| 01998/99 | 030. května 1999  | 0NSK Olimpijskyj, Kyjev                       | 0FK Dynamo Kyjev       | 0FK Karpaty Lvov       | 03:0                 |
| 01999/00 | 027. května 2000  | 0NSK Olimpijskyj, Kyjev                       | 0FK Dynamo Kyjev       | 0FK Kryvbas Kryvyj Rih | 01:0                 |
| 02000/01 | 027. května 2001  | 0NSK Olimpijskyj, Kyjev                       | 0Šachtar Doněck        | 0FK Arsenal Kyjev      | 02:1 prodl.          |
| 02001/02 | 026. května 2002  | 0NSK Olimpijskyj, Kyjev                       | 0Šachtar Doněck        | 0FK Dynamo Kyjev       | 03:2 prodl.          |
| 02002/03 | 025. května 2003  | 0NSK Olimpijskyj, Kyjev                       | 0FK Dynamo Kyjev       | 0Šachtar Doněck        | 02:1                 |
| 02003/04 | 030. května 2004  | 0NSK Olimpijskyj, 0Kyjev                      | 0Šachtar Doněck        | 0Dněpr Dněpropetrovsk  | 02:0                 |
| 02004/05 | 029. května 2005  | 0NSK Olimpijskyj, Kyjev                       | 0FK Dynamo Kyjev       | 0Šachtar Doněck        | 01:0                 |
| 02005/06 | 02. května 2006   | 0NSK Olimpijskyj, Kyjev                       | 0FK Dynamo Kyjev       | 0Metalurh Zaporižžja   | 01:0                 |
| 02006/07 | 028. května 2007  | 0NSK Olimpijskyj, Kyjev                       | 0FK Dynamo Kyjev       | 0Šachtar Doněck        | 02:1                 |
| 02007/08 | 07. května 2008   | 0Stadion Metalist, Charkov                    | 0Šachtar Doněck        | 0FK Dynamo Kyjev       | 02:0                 |
| 02008/09 | 031. května 2009  | 0Dněpr (stadion), Dněpropetrovsk              | 0FK Vorskla Poltava    | 0Šachtar Doněck        | 01:0                 |
| 02009/10 | 016. května 2010  | 0Stadion Metalist, Charkov                    | 0SK Tavrija Simferopol | 0FK Metalurh Doněck    | 03:2 prodl.          |
| 02010/11 | 025. května 2011  | 0Stadion Juvilejnyj, Sumy                     | 0Šachtar Doněck        | 0FK Dynamo Kyjev       | 02:0                 |
| 02011/12 | 06. května 2012   | 0NSK Olimpijskyj, Kyjev                       | 0Šachtar Doněck        | 0FK Metalurh Doněck    | 02:1 prodl.          |
| 02012/13 | 022. května 2013  | 0Stadion Metalist, Charkov                    | 0Šachtar Doněck        | 0Čornomorec Oděsa      | 03:0                 |
| 02013/14 | 015. května 2014  | 0Vorskla stadion Oleksije Butovského, Poltava | 0FK Dynamo Kyjev       | 0Šachtar Doněck        | 02:1                 |
| 02014/15 | 04. června 2015   | 0Národní sportovní komplex Olimpijskyj, Kyjev | 0FK Dynamo Kyjev       | 0Šachtar Doněck        | 01:0 pen.            |
| 02015/16 | 021. května 2016  | 0Arena Lviv, Lvov                             | 0Šachtar Doněck        | 0FK Zorja Luhansk      | 02:0                 |
| 02016/17 | 017. května 2017  | 0Stadion Metalist, Charkov                    | 0Šachtar Doněck        | 0FK Dynamo Kyjev       | 01:0                 |
| 02017/18 | 09. května 2018   | 0Dnipro-Arena, Dnipro                         | 0Šachtar Doněck        | 0FK Dynamo Kyjev       | 02:0                 |
| 02018/19 | 015. května 2019  | 0Slavutyč Arena, Záporoží                     | 0Šachtar Doněck        | 0FK Inhulec Petrove    | 04:0                 |
| 02019/20 | 08. července 2020 | 0Stadion Metalist, Charkov                    | 0FK Dynamo Kyjev       | 0FK Vorskla Poltava    | 02:1 pen.            |
| 02020/21 | 013. května 2021  | 0Ternopilsky Misky Stadion, Ternopil          | 0FK Dynamo Kyjev       | 0FK Zorja Luhansk      | 01:0 prodl.          |
| 02021/22 | 0Bez vítěze       | 0Bez vítěze                                   | 0Bez vítěze            | 0Bez vítěze            | 0Bez vítěze          |
| 02023/24 | 015. května 2024  | 0Avanhard Stadium, Rovno                      | 0FK Dynamo Kyjev       | 0FK Vorskla Poltava    | 02:1                 |